# Yeltes
Le Yeltes est un cours d’eau espagnol d'une longueur de 116,50 km qui coule dans la communauté autonome de Castille-et-León. Il se jette dans le Huebra qui rejoint le fleuve Douro.

## Source de la traduction
- (es) Cet article est partiellement ou en totalité issu de l’article de Wikipédia en espagnol intitulé « Yeltes » (voir la liste des auteurs).